# Stavební membrána
Stavební membrána je plošný útvar z textilie s povrchovou úpravou přizpůsobenou pro použití ke stavebním účelům.

## Konstrukce membrány
Jako základní plošná textilie se používá
- nejčastěji tkanina v plátnové nebo panamové vazbě, pro speciální účely s flotážemi a často v perlinkové vazbě.
- osnovní pleteniny s příčným nebo diagonálním útkem
- multiaxiální proplety a jednosměrné výztuže

Plošné textilie na membrány se vyrábějí ze skleněných, polyesterových, polyamidových, aramidových nebo polyethylenových rovingů nebo filamentů.
Povrchová úprava se provádí v mnoha kombinacích nánosováním, laminováním nebo kašírováním jednostranně nebo po líci i rubu textilie.
K nánosování se používá PVC, PE, PU, PTFE, silikon, kaučuk a mnoho jiných látek ve formě pasty, disperze nebo fólie. K případnému lakování povrchu slouží např. akryláty nebo polyvinylfluorid.

## Příklady kombinací membrán a jejich vlastnosti

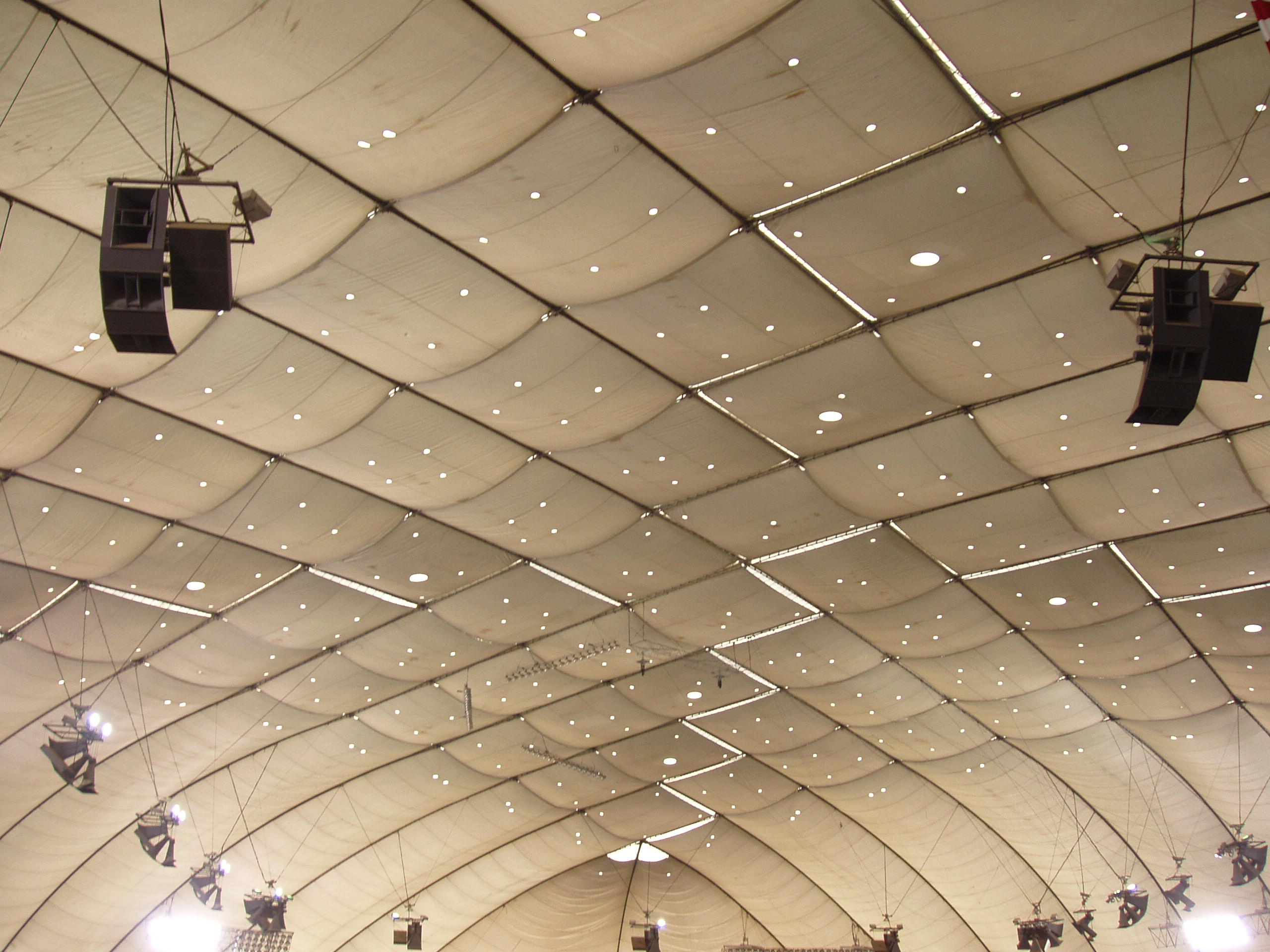
Střecha sport. stadionu v Minneapolis

- PVC na tkanině z polyesterových, polyamidových nebo aramidových filamentů s lakovaným nebo laminovaným povrchem jako ochranná vrstva proti povětrnostním vlivům, proti špíně a zkřehnutí. Membrány z polyesterových tkaniny s nánosem PVC jsou (2011) nejpoužívanější varianta na střešní krytiny.
- Tkaniny ze skleněných, aramidových nebo polyesterových vláken s nánosovou úpravou, kašírováním nebo laminováním povrchu teflonem (PTFE) mají dlouhou životnost, jsou však poměrně tvrdé a snadno popraskají
- Tkaniny ze skleněných vláken se silikonovou nánosovou úpravou se vyznačují vysokou průsvitností a odporem proti vlivům povětrnosti
- K řadě dalších variant patří např. membrány s vysokou tažnou pevností z tkanin s perlinkovou vazbou nebo z proplétaných rohoží[2]

## Parametry stavebních membrán
Patří k nim zejména:
| Vlastnost     | Rozsah        |
| tloušťka      | 1–4 mm        |
| hmotnost      | 300–2000 g/m2 |
| nános         | 10–1500 g/m2  |
| tažná pevnost | 2–200 kN/5 cm |
| tažnost       | 2–35 %        |
| životnost     | 20 roků       |

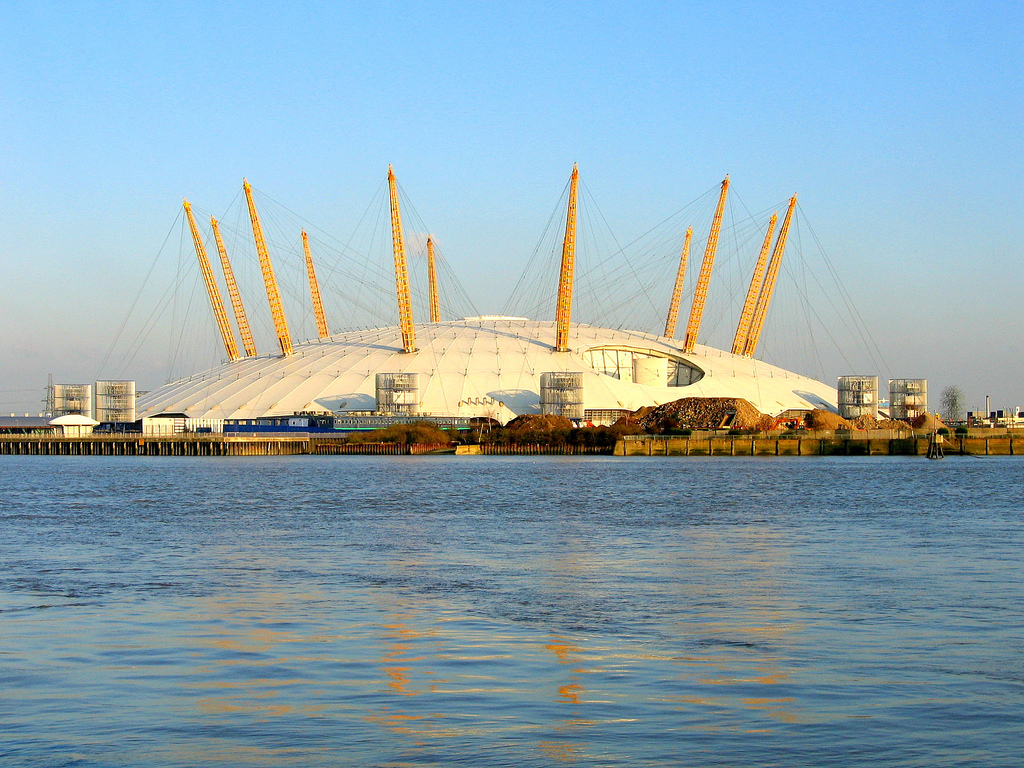
Millennium Dome v Greenwich

Mimořádně velké rozpětí některých parametrů je způsobeno tím, že jednotlivé varianty membrán se svými vlastnostmi vzájemně značně odlišují.

## Použití membrán

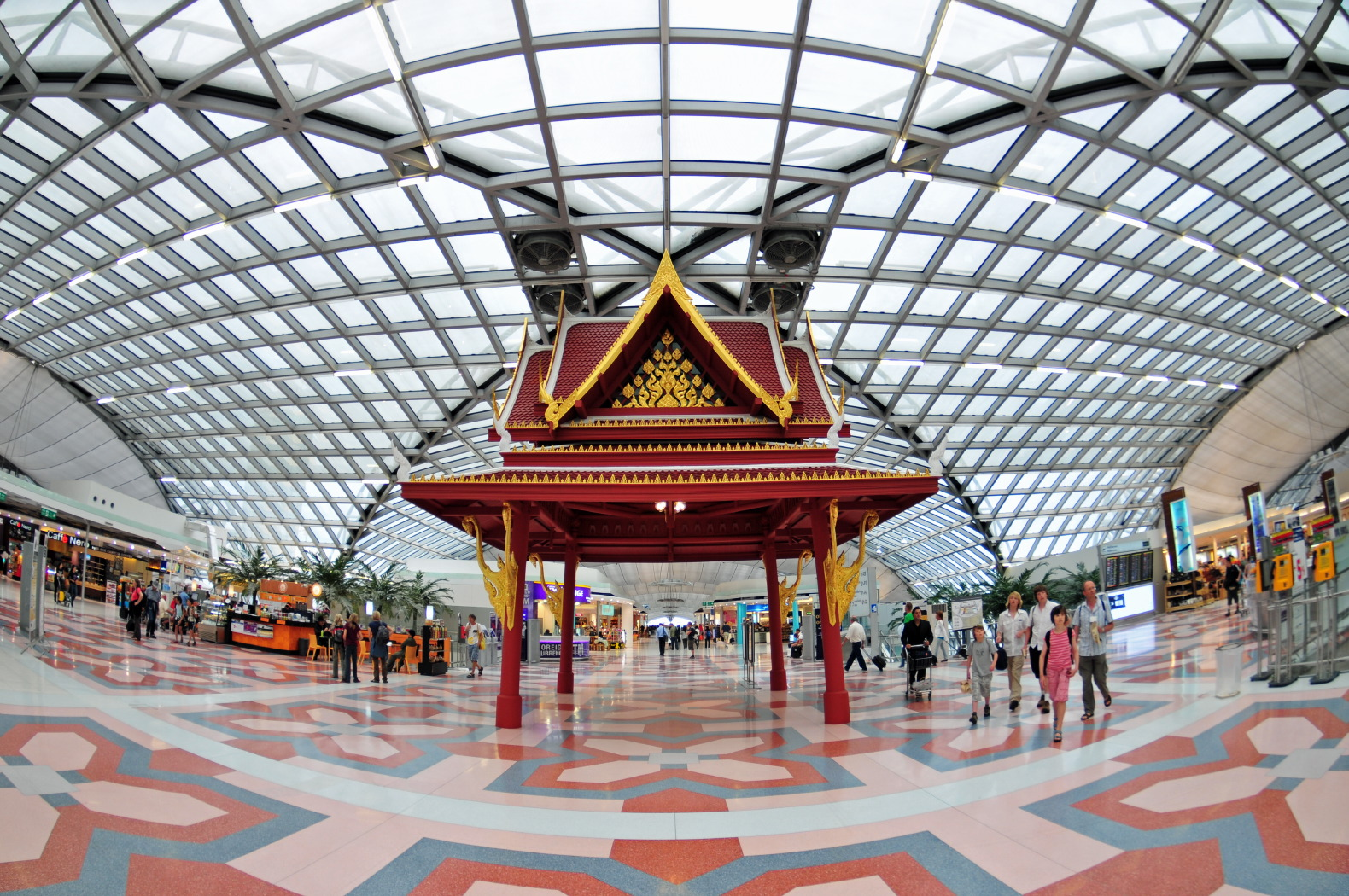
Část terminálu letiště v Bangkoku

Textilní membrány se začaly prakticky používat na střechy přetlakových hal v roce 1942 v USA a roce 1961 v Československu.
Moderní membrány na předepjaté konstrukce střešních krytin nebo na fasády vyráběné asi od poslední dekády 20. století mohou pokrývat obrovské plochy v jedné nebo více vrstvách nad sebou.
Jednotlivé pruhy se spojují tak, že textilie se sešívá nebo slepuje a vrstvy na ní nanesené se svařují do jednoho celku. Celá membrána se upíná na okrajích na ocelovou konstrukci, rozpětí mezi opěrnými sloupy uvnitř stavby může dosáhnout až 200 metrů.
Příklady:
- Metrodome, sport. stadion v Minneapolis, USA – přetlaková hala z roku 1982, 40 000 m2 (dvojitá membrána ze skleněných filamentů s teflonovým nánosem, 20 ventilátorů s výkonem 120 m/sek.)
- Millennium Dome v Greenwich z roku 1999, průměr 365 m, výška 52 m, skleněné filamenty s nánosem PTFE
- Letiště v Bangkoku, 100 000 m2, z roku 2005 (třívrstvá průsvitná membrána ze skleněných filamentů s integrovaným chlazením vodou)
- Letiště v Jeddah, Saúdská Arábie, 440 000 m2, z roku 2006
- Kaple sv. Václava v Praze z roku 2011 – membrána pod měděnou krytinou[5] z materiálu Tyvek®Metal[6]
- Dalších cca 20 příkladů staveb ze začátku 21. století[7]